# Achille Baquet
Achille Joseph Baquet  (* 15. November 1885; † 20. November 1956) war ein US-amerikanischer Jazz-Musiker (Klarinette, Saxophon) des New Orleans Jazz.
Achille Baquet wuchs in einer musikalischen Familie auf; sein Vater Theogene Baquet, leitete die Excelsior Brass Band und seine Brüder Harold und George waren beide Musiker; der bekannteste von ihnen war George. Achille war Afroamerikaner, hatte aber eine helle Haut, was es ihm ermöglichte, die bestehenden Rassenschranken zu überwinden. Er lernte Klarinette bei Luis Tio und spielte dann mit der Original New Orleans Jazz Band, Papa Jack Laines Reliance Brass Band und dem Happy Schilling Dance Orchestra. Baquet war Komponist des Titels „Why Cry Blues“, den er zusammen mit Jimmy Durante schrieb. Er soll außerdem „Livery Stable Blues“ mit Yellow Nunez geschrieben haben.